# Deklarationen om global etik
Deklarationen om global etik (tyska: Weltethos; engelsk titel: Declaration Toward a Global Ethic), utgår från ett utkast som ursprungligen utarbetades av den katolske prästen Dr. Hans Küng i samarbete med Religionernas världsparlament. I linje med förespråkare från flera världsreligioner syftar deklarationen till att uppvärdera den gyllene regeln: "Behandla andra som du själv önskar behandlas", såsom en "ovillkorlig norm för alla livets områden".
Fyra åtaganden ingick i deklarationen:
1. Hängivenhet till en kultur av icke-våld och respekt för livet
2. Hängivenhet till en kultur av solidaritet och ekonomisk rättvisa
3. Hängivenhet till en kultur av tolerans och sanningssökande
4. Hängivenhet till en kultur av lika rättigheter mellan män och kvinnor

Deklarationen skrevs under vid ett möte med Religionernas världsparlament 1993 med fler än 200 deltagare från fler än 40 olika religioner och livsåskådningsinriktningar. Därefter har deklarationen skrivits under av ytterligare tusentals ledare och enskilda runtom i världen. Som sådan syftar den till samarbete och gemenskap mellan olika troende människor av god vilja.